# Michèle Bernard
Michèle Bernard (Lió, 26 d'octubre de 1947) és una compositora i cantant francesa. Va dedicar-se al teatre abans de fer-ho a la cançó. Edita el seu primer àlbum l'any 1978 (Le kiosque). S'acompanya de l'acordió i del piano.

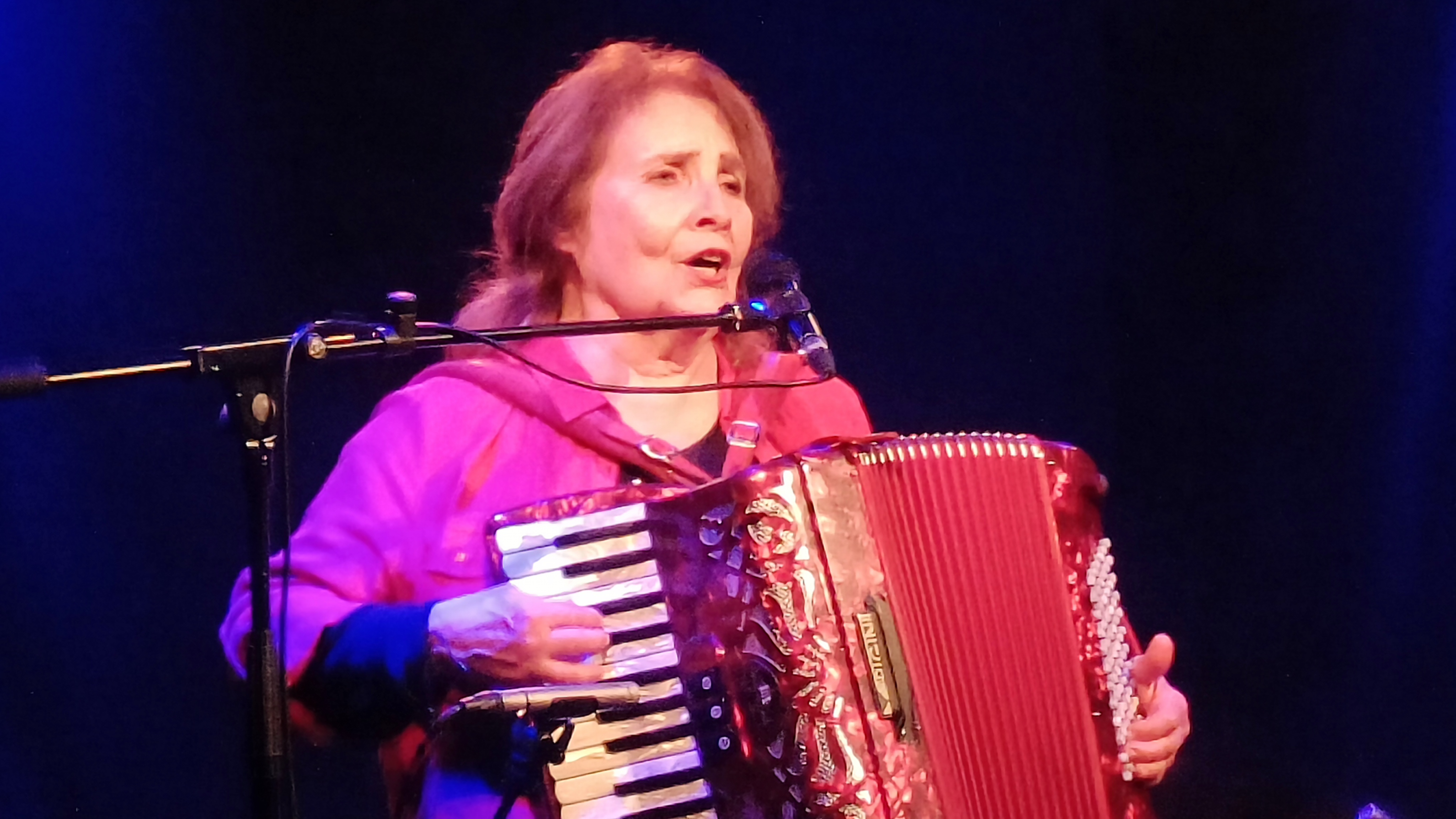
Michèle Bernard en concert a Ivry-sur-Seine el 25 de gener de 2025.

## Discografia
- 2005. Une fois qu'on s'est tout dit
- 2005. Voler
- 2005. Quand vous me rendrez visite
- 2006. Poesies pour les enfants
- 2007. Cantate pour Louise Michel
- 2007. Pour les petits et les grands
- 2007. Le nez en l'air
- 2008. Piano voix
- 2010. La compil
- 2010. Des nuit noires de monde (amb Evasion)